# Эль, Эусебио
Эусебио Эль (итал. Eusebio Oehl; 1827—1903) — итальянский физиолог и гистолог.

## Биография
Эусебио Эль родился 5 декабря 1827 года в Ломбардии в городке Лоди. Изучал медицину в Университете Павии; в 1850 году защитил диссертацию и получил степень доктора медицины.
До 1853 года он состоял врачом при больнице в Павии и до 1864 года работал репетитором медицины для студентов, коллегии Гизлиери. 
С 1857 по 1858 год Э. Эль продолжал заниматься в Бене у Йозефа Гиртля и Эрнста Вильгельма фон Брюкке.
В 1858, 1860 и 1862 гг. Эусебио Эль путешествовал с научными целями по Германии, Франции, Англии и Австрии.
С 1858 года он читал лекции по гистологии в качестве приват-доцента в Павии, в 1860 году — экстраординарный профессор, с 1864 года ординарный профессор в альма-матер. 
Среди многочисленных научных трудов учёного наиболее известны следующие работы: «Della innervazione motoria del pneumogastrico sugli organi abdominali» («Morgagni». Неаполь, 1864—68); «Sur les masses protöplasmiques libres du sang et sur l’influence de la lumière solaire sur leur contraction» («Acad. E. Méd. Bruxelles», 1885, 1891); «Un criterio cronometrico della sensazione» («Ac. d. R. Se. Torino», 1896); «Indagini di anatomia microscopica per servire allo studio della cute e dell’epiderme palmare della mano» («Ann. univ. di med. Milano», 1857 и 1865; этот классический труд был переведен и на немецкий язык в «Dermatol. Studien von Gr. Unna», Гамбург в Лпц., 1889).
Эусебио Эль умер 10 апреля 1903 года в городе Павии.